# Eleonora z Guzmánu
Eleonora z Guzmánu (Leonor Núñez de Guzmán Ponce de León, 1310–1351) byla kastilská šlechtična a dlouhodobá milenka Alfonse XI. Kastilského. Jejím synem byl Jindřich II. Kastilský.

## Život
Eleonora byla dcerou šlechtice Pedra Núñeze z Guzmánu a jeho manželky Beatrice Ponce de León, pravnučky Alfonse IX. Leónského. Rodiče Eleonoru jako mladou dívku provdali za Juana de Velasco.
Eleonořin manžel zemřel v roce 1328, ve dvaceti letech. Brzy poté se v Séville setkala s králem Alfonsem XI. Byl tak ohromen její krásou, že z ní učinil svou milenku. Měl jí raději než svou manželku Marii Portugalskou, dceru Alfonse IV. Portugalského, se kterou se oženil v roce 1328. Po narození manželského syna a dědice Petra Kastilského, Alfons Marii opustil a místo toho žil s Eleonorou. Ponížená královna nesnášela svého nevěrného manžela a požádala ho, aby ukončil své veřejné projevy toho, že dává přednost milence. Král ignoroval manželčiny prosby a dal Eleonoře kromě jiných pozemků město Huelva, Tordesillas a Medina-Sidonia. Také stanovil Eleonoře domácnost v Séville. Dvůr byl stále znepokojenější Alfonsovým chováním. Papež nakonec zasáhl tím, že nutil Portugalsko napadnout Kastilii.
Král zemřel 27. března 1350 a jeho nástupcem se stal syn Petr a Alfonsova manželka Marie, která vládla jako regentka. Marie nezapomněla na nesčetné ústrky, které musela vydržet kvůli manželově lásce k jeho milence. Žíznící po pomstě, Marie uvěznila Eleonoru, a v roce 1351 nařídila popravu své sokyně v arabském zámku Abderrahmana III. Talavera de la Reina. Eleonořina smrt jen zhoršila spor uvnitř královské rodiny. Eleonořin syn Jindřich a Mariin syn Petr pokračovali v boji o vládu nad Kastilií. Jindřich nakonec zvítězil a byl korunován králem Kastilie.

## Potomci
- Pedro (1330–1338)
- Juana (narozena 1330)
- Sancho (1331–1343)
- Jindřich II. Kastilský (13. 1. 1334 Sevilla – 29. 5. 1379 Santo Domingo de la Calzada), král Kastilie a Leónu v letech 1369–1379
  - ⚭ 1350 Jana z Peñafielu (1339–1381)
- Fadrique Kastilský (13. 1. 1334 Sevilla – 29. 5. 1358), mistr Řádu svatojakubských rytířů, svobodný, ale měl několik nelegitimních potomků
- Fernando († cca 1350)
- Tello (1337–1370)
- Juan (1341–1359)
- Sancho Kastilský (1342 Sevilla – 19. 3. 1374 Burgos), hrabě z Alburquerque
  - ⚭ 1373 Beatrix Portugalská (1354–1381)
- Pedro (1345–1359)

Eleonora byla společným předkem Katolických Veličenstev. Tři Eleonořini synové, Jindřich II. Kastilský, Fadrique Kastilský a Sancho Kastilský byli předky Ferdinanda II. Aragonského. Kromě toho, Isabela I. Kastilská, manželka Ferdinanda II. Aragonského, byla potomkem jak Eleonory, tak Marie Portugalské, protože: vnuk Jindřicha II. Kastilského, Jindřich III. Kastilský, se oženil s vnučkou Petra I. Kastilského, Kateřinou z Lancasteru a jejich syn Jan II. Kastilský byl otcem Isabely I. Kastilské.